# Paul Decauville
Paul Decauville, född 7 juni 1846 i Évry-Petit-Bourg, död 29 juni 1922 i Neuilly-sur-Seine, var en fransk ingenjör, som gjort sig känd för sitt system att bygga lättflyttade temporära järnvägsspår, så kallade Decauvillejärnväg.
Decauville var delägare i och föreståndare för en stor mekanisk verkstad i Évry-Petit-Bourg, i departementet Seine-et-Oise. Han konstruerade 1876 ett nytt och sedermera mycket utbrett system för smalspåriga transportabla järnbanor. Detta system, som bär Decauvilles namn, är så anordnat, att den flyttbara banan består av delar av 5 meter eller 8,25 meter och 1,25 meter längd (de sistnämnda avsedda för krökningar). Dessa har en spårvidd på 400-600 millimeter och är sammanfogade av lätta, nedtill breda, skenor och på dessa undertill fastnitade syllar av stål. Dessa banelement förenas sinsemellan på det sätt, att de vid skenornas ena ände fastnitade skarvjärnen skjutas in under de tillstötande skenornas övre ändar. Vagnarna är särskilt avpassade efter systemet. Sedan Decauville med största framgång anlagt och såsom egen affär drivit järnvägen på Marsfältet i Paris under världsutställningen 1889, förvandlade han sin verkstadsaffär till aktiebolag med 20 miljoner francs kapital. Vid jordschaktningsarbeten, större byggnadsföretag och fabriker ävensom i fält fick Decauvilles järnvägssystem en stor användning. Decauville var 1891-1900 senator för departementet Seine-et-Oise.